# تشويق

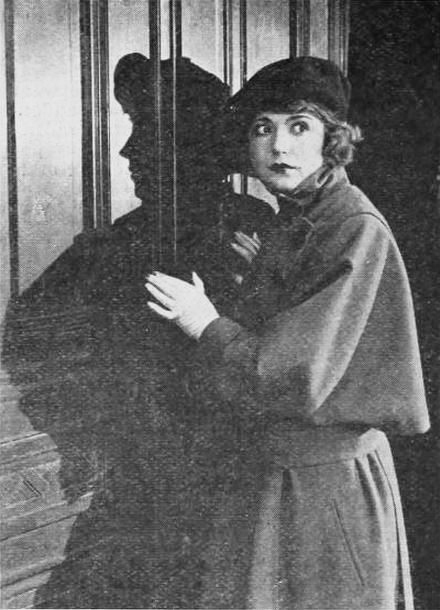

التشويق هو شعور من الفرح والإثارة مختلط مع الخوف والتوتر والقلق. يأتي الشعور من مصدر لا يمكن التنبؤ به (مصدر غامض) ومثير ويعد هذا الشعور من وسائل الترفيه. التشويق ليس حصرياً على الخيال فقط. قد يحصل هذا الشعور عندما يكون هناك دراما معلقة متصورة أو سلسلة من الأسباب التي تترك الشخص في شك، مع الشعور ببعض التوتر كونه العاطفة الأولية شعرت بالوضع. وصف المخرج السينمائي ألفريد هتشكوك هذا النوع من التشويق بأنه يتجلى إلى الجمهور عندما يتوقعون شيئاً سيئاً يحدث أو يعتقدون أن لديهم وجهة نظر متفوقة على الأحداث في التسلسل الهرمي للسينما الدرامية للمعرفة، لكنهم عاجزون عن التدخل لمنع حدوثه. الأفلام التي لديها الكثير من التشويق تنتمي إلى النوع من الإثارة.
في تعريف أوسع من التشويق، تنشأ هذه العاطفة عندما يكون شخص على بينة من عدم معرفته حول تطوير حدث هادف؛ وبالتالي التشويق هو مزيج من الترقب وعدم اليقين في التعامل مع غموض المستقبل. من حيث التوقعات السردية، قد يتناقض مع الغموض أو الفضول والمفاجأة. ولكن يمكن أن يكون التشويق في بعض الأحداث الصغيرة في حياة الشخص، مثل طفل ينتظر الإجابة على طلب قدمه، مثل: «هل يمكنني الحصول على كيتي؟» لذلك، قد تكون الإجابة مشوقة من درجات مختلفة.

## أصل الكلمة
وفقاً للفيلسوف اليوناني أرسطو قال في كتابه: التشويق هو لبنة هامة من الأدب. وبعبارة عامة جداً، تتألف من وجود خطر حقيقي يلوح في الأفق وشعور بالأمل. إذا لم يكن هناك أمل فالجمهور يشعر باليأس.
والنتائج المشتركة هما:
- خطر النتيجة، حيث يشعر الجمهور بالحزن.
- آمال تتحقق، حيث يشعر الجمهور أولاً بالفرح، ثم بالارتياح.

## مفارقة التشويق
وقد حاول بعض المؤلفين شرح «مفارقة التشويق»، وهي: توتر السرد الذي لا يزال فعالاً حتى عندما يتم تحييد عدم اليقين، لأن الجماهير المتكررة تعرف بالضبط كيف تحل القصة (انظر جيريج 1989، والتون 1990، يانال 1996، بريور 1996، باروني 2007). بعض النظريات تفترض أن إيجاد الجماهير للنتيجة الصحيحة هي حالة نادرة للغاية لأنه، تكون النتيجة متعلقة بتفاصيل قديمة، ونحن عادة ننسى الكثير من التفاصيل من القصة والفائدة تنشأ بسبب هذه الثقوب من الذاكرة (بروير). يدعي آخرون أن عدم اليقين لا يزال حتى بالنسبة للقصص في كثير من الأحيان لأنه، خلال الانغمار في العالم الخيالي، ننسى خيالياً ما نعرفه واقعياً (والتون) أو لأننا نتوقع العالمين الخيالي لتبدو وكأنها في العالم الحقيقي، حيث تكرار النتائج لهذ الأحداث من المستحيل (غريغ).
موقف (يانال 1996) أكثر راديكالية ويفترض أن التوترات السردية التي لا تزال فعالة في التكرار الحقيقي يجب أن تكون متميزة بوضوح عن التشويق الحقيقي، لأن عدم اليقين هو جزء من تعريف التشويق. يقترح الباروني (2007: 279-295) تسمية هذا النوع من التشويق يعتمد على الإثارة على قدرة الجمهور على توقع ما هو عليه تماماً، وهو الإدراك الذي يتمتع متعة خاصة للأطفال في التعامل مع حكايات معروفة. ويضيف باروني أن نوع آخر من التشويق دون شك يمكن أن يظهر مع تناقض بين ما يعرفه القارئ عن المستقبل (الإدراك) وما يريده (الطعن)، وخاصة في المأساة، عندما يموت بطل الرواية في نهاية المطاف أو يفشل يسمى (التناقض المعلق المثير)

## في وسائل الإعلام
في الإثارة يعتبر التشويق هو العنصر الرئيسي للمؤلفين حيث تستخدم الإثارة لمغادرة القارئ أو المشاهد، في محاولة لمعرفة ما سيحدث بعد ذلك. التأثير يكون قوي بشكل خاص عندما ينتهي العمل دون أن ينكشف في الواقع ما يحدث بعد ذلك في القصة. كما في فيلم استهلال. التشويق هو ما يعطي الشخص بالشعور «على الحافة». التشويق يبني من أجل جعل تلك اللحظات الأخيرة، مهما كانت قصيرة، لكنها الأكثر تميزاً. التشويق في قصة أو فيلم يبقي الشخص مدمن مخدرات في القراءة أو مشاهدة أكثر حتى يتم التوصل إلى ذروتها. التشويق والتوتر والتسلية في النهاية يكون قد انتهى أو قد لا ينتهي. يمكن أن يكون أبسط بكثير، أقل دراماتيكية بكثير. التشويق يكون غالباً حول الصراع، حول العقبات بين البطل وهدفهم.